# لايا مانزاناريس
لايا مانزاناريس (بالإسبانية: Laia Manzanares)‏ هي ممثلة إسبانية، ولدت يوم 30 مارس 1994 في برشلونة في إسبانيا.

## روابط خارجية
- لايا مانزاناريس على موقع IMDb (الإنجليزية)
- لايا مانزاناريس على موقع قاعدة بيانات الفيلم (الإنجليزية)